# 赤穗市
赤穗市（日语：／ Akō shi */?）是位於日本兵庫縣西南邊的城市，西邊與岡山縣接壤。被列為名水百選的千種川由北向南流經市內，並注入瀨戶內海。主要市區位於千種川出海口附近的平原，赤穗藩的藩廳赤穗城即位於此處。由於戲劇《忠臣藏》中描繪的元祿赤穗事件發生在本地，忠臣藏便成為當地宣傳觀光的主題，毎年12月14日市內會舉行赤穗義士祭。

## 人口
| 赤穗市人口分布圖 |                                               |  |
| 赤穗市與日本全國年齡別人口分布比較圖 （2005年資料） | 赤穗市的年齡、男女別人口分布圖 （2005年資料） |  |
| ■紫色是赤穗市 ■綠色是全国 | ■藍色是男性 ■紅色是女性                       |  |
| 赤穗市人口變化 \| 1970年 \| 45,942人 \| \| \| 1975年 \| 49,583人 \| \| \| 1980年 \| 51,046人 \| \| \| 1985年 \| 52,374人 \| \| \| 1990年 \| 51,131人 \| \| \| 1995年 \| 51,426人 \| \| \| 2000年 \| 52,077人 \| \| \| 2005年 \| 51,794人 \| \| \| 2010年 \| 50,523人 \| \| \| 2015年 \| 48,567人 \| \| \| 2020年 \| 45,892人 \| \| |                                               |  |
| 資料來源：日本總務省統計中心提供之人口普查數據 |                                               |  |
| 1970年 | 45,942人                                      |  |
| 1975年 | 49,583人                                      |  |
| 1980年 | 51,046人                                      |  |
| 1985年 | 52,374人                                      |  |
| 1990年 | 51,131人                                      |  |
| 1995年 | 51,426人                                      |  |
| 2000年 | 52,077人                                      |  |
| 2005年 | 51,794人                                      |  |
| 2010年 | 50,523人                                      |  |
| 2015年 | 48,567人                                      |  |
| 2020年 | 45,892人                                      |  |

## 歷史
現在的市區周邊地區被認為是一個約在8,200年前形成東西方向長21公里，南北寬16公里的火山臼地形。
在令制國時代之前，赤穗地區原本屬於吉備國。吉備國被分割為備前國、備中國、備後國、美作國時被改劃入播磨國。過去曾以發展鹽田而繁榮，生產的鹽以「赤穗之鹽」銷往日本各地。1616年就曾建立自来水供水系統，與江戶的神田上水、福山的福山旧水道並稱為日本三大上水道。
在江戶時代為赤穗藩的領地，1871年廢藩置縣後，曾先後隸屬赤穗縣、姬路縣、飾磨縣，1876年被整併入兵庫縣至今；1889年日本實施町村制後，設置了赤穗町。
1937年，周邊的鹽屋村、尾崎村、新濱村被併入，與周邊的坂越町、高雄村合併為赤穗市，1955年再併入有年村，形成現在赤穗市的範圍。2000年代平成大合併期間，曾經考慮與上郡町合併，但最終在居民投票中未能獲得通過。

### 變遷表
| 1889年4月1日 | 1889年-1926年 | 1926年-1944年 | 1926年-1944年           | 1926年-1944年       | 1944年-1954年             | 1954年-1989年             | 1989年-現在 | 現在   |
| ------------ | ------------- | ------------- | ----------------------- | ------------------- | ------------------------- | ------------------------- | ----------- | ------ |
| 赤穗町       | 赤穗町        | 赤穗町        | 赤穗町                  | 赤穗町              | 1951年9月1日 合併為赤穗市 | 1951年9月1日 合併為赤穗市 | 赤穗市      | 赤穗市 |
| 鹽屋村       | 鹽屋村        | 鹽屋村        | 1937年4月1日 併入赤穗町 | 赤穗町              | 1951年9月1日 合併為赤穗市 | 1951年9月1日 合併為赤穗市 | 赤穗市      | 赤穗市 |
| 尾崎村       |               |               | 1937年4月1日 併入赤穗町 | 赤穗町              | 1951年9月1日 合併為赤穗市 | 1951年9月1日 合併為赤穗市 | 赤穗市      | 赤穗市 |
| 新濱村       |               |               | 1937年4月1日 併入赤穗町 | 赤穗町              | 1951年9月1日 合併為赤穗市 | 1951年9月1日 合併為赤穗市 | 赤穗市      | 赤穗市 |
| 坂越村       | 坂越村        | 坂越村        | 1936年8月1日 坂越町     | 1936年8月1日 坂越町 | 1951年9月1日 合併為赤穗市 | 1951年9月1日 合併為赤穗市 | 赤穗市      | 赤穗市 |
| 高雄村       |               |               |                         |                     | 1951年9月1日 合併為赤穗市 | 1951年9月1日 合併為赤穗市 | 赤穗市      | 赤穗市 |
| 有年村       | 有年村        | 有年村        | 有年村                  | 有年村              | 有年村                    | 1955年4月1日 併入赤穗市   | 赤穗市      | 赤穗市 |

## 交通

### 鐵路
- 西日本旅客鐵道
  - 山陽本線：（←相生市） - 有年車站 - （上郡町→）
  - 赤穗線：（相生市） - 坂越車站 - 播州赤穗車站 - 天和車站 - 備前福河車站 - （備前市→）
  - 山陽新幹線：（←相生市） - （通過轄區，但轄內未設有車站） - （備前市）→

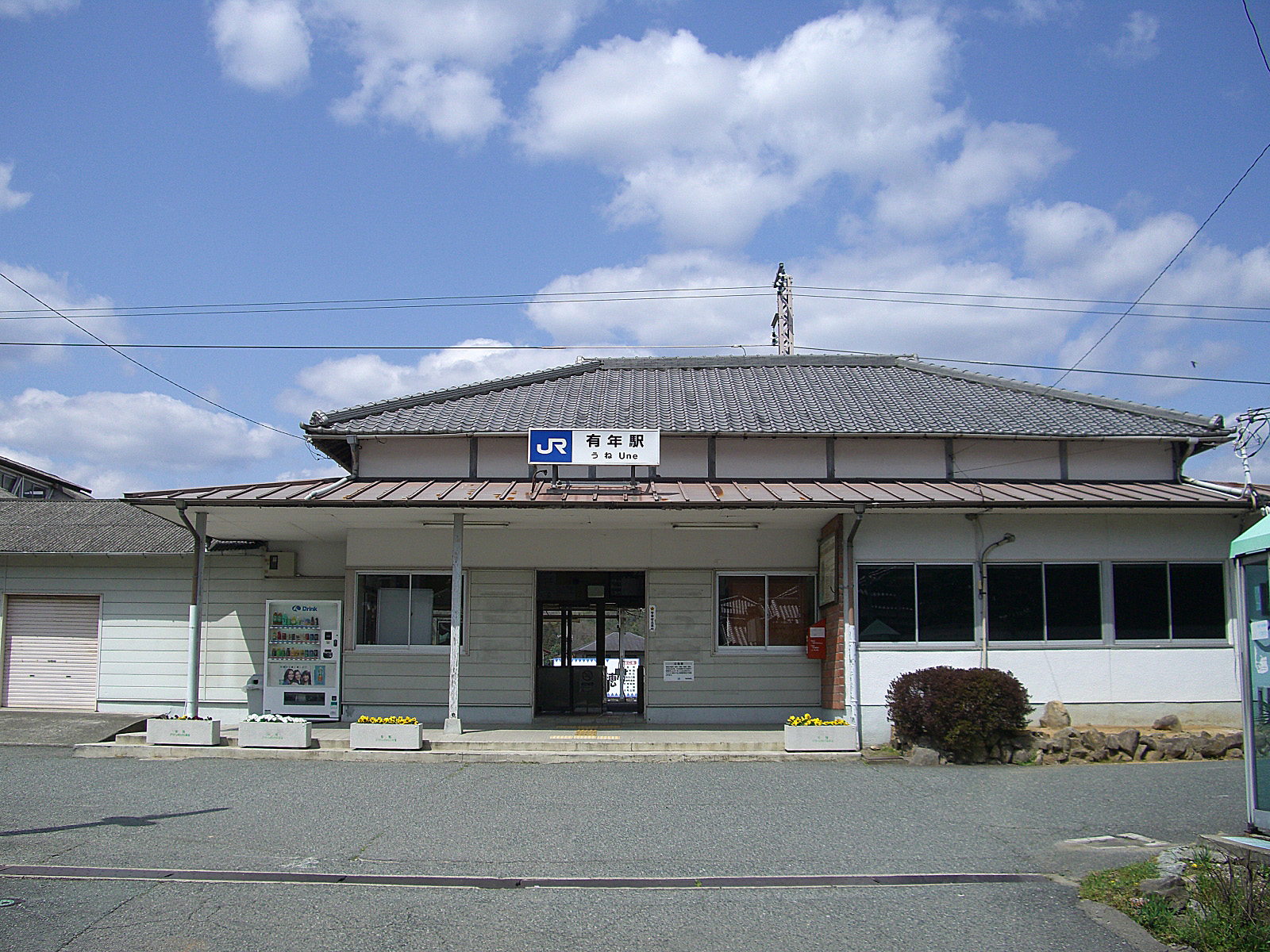
有年車站
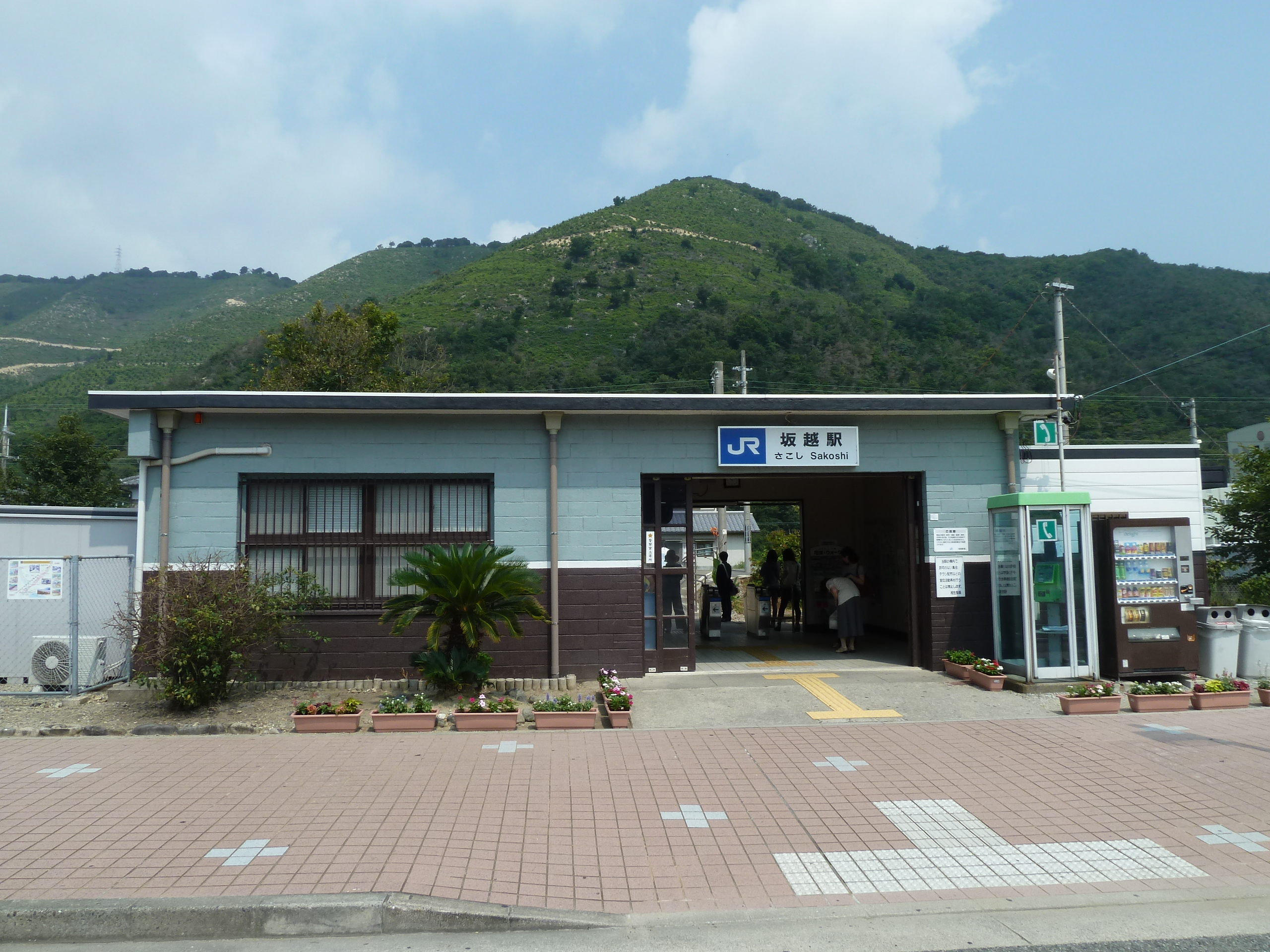
坂越車站
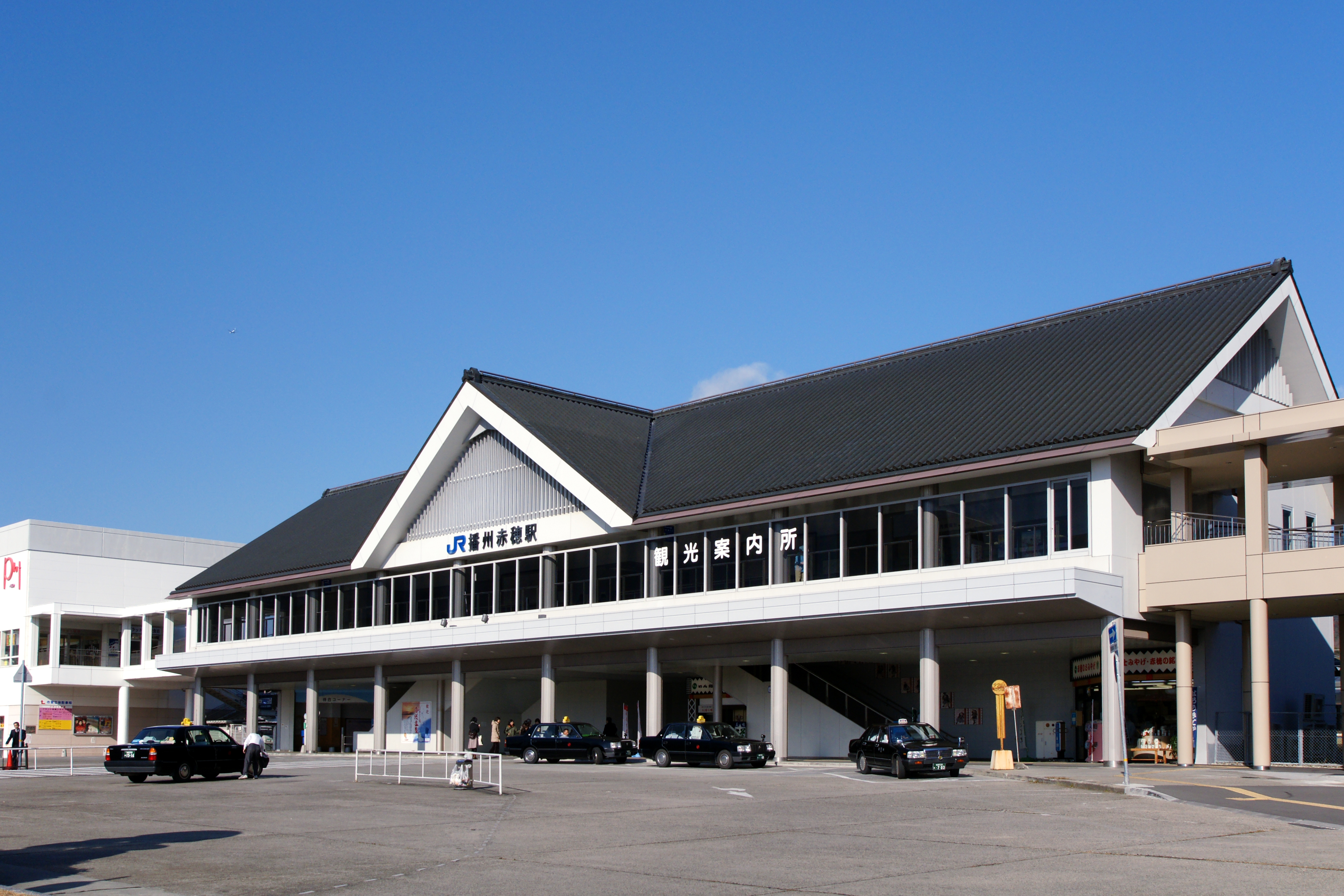
播州赤穂車站
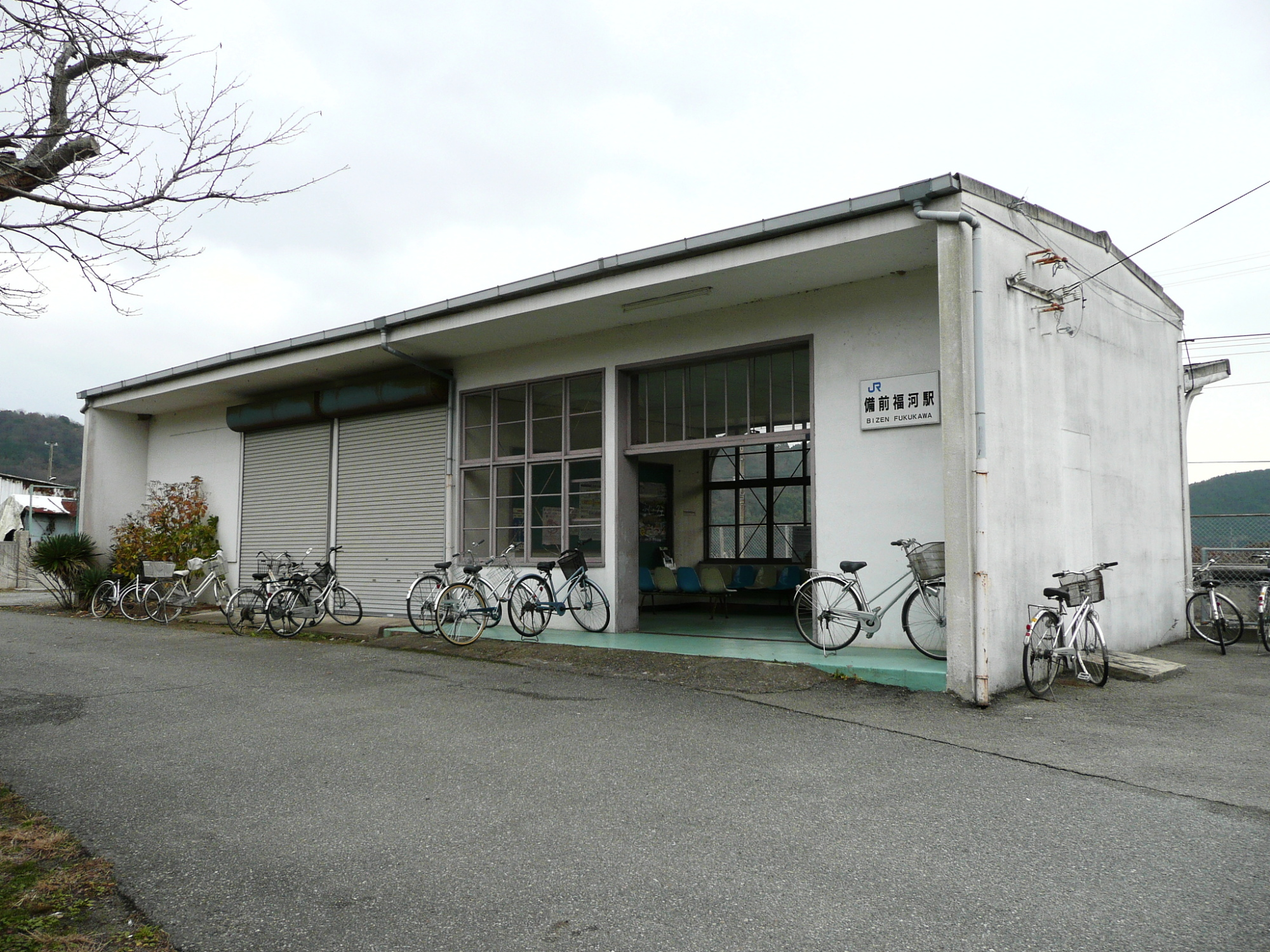
備前福河車站

### 公路
高速公路
- 山陽自動車道：（相生市） - 赤穗交流道 - （備前市）

國道
- 國道2号、國道250号、國道373號（日语：国道373号）

## 觀光資源

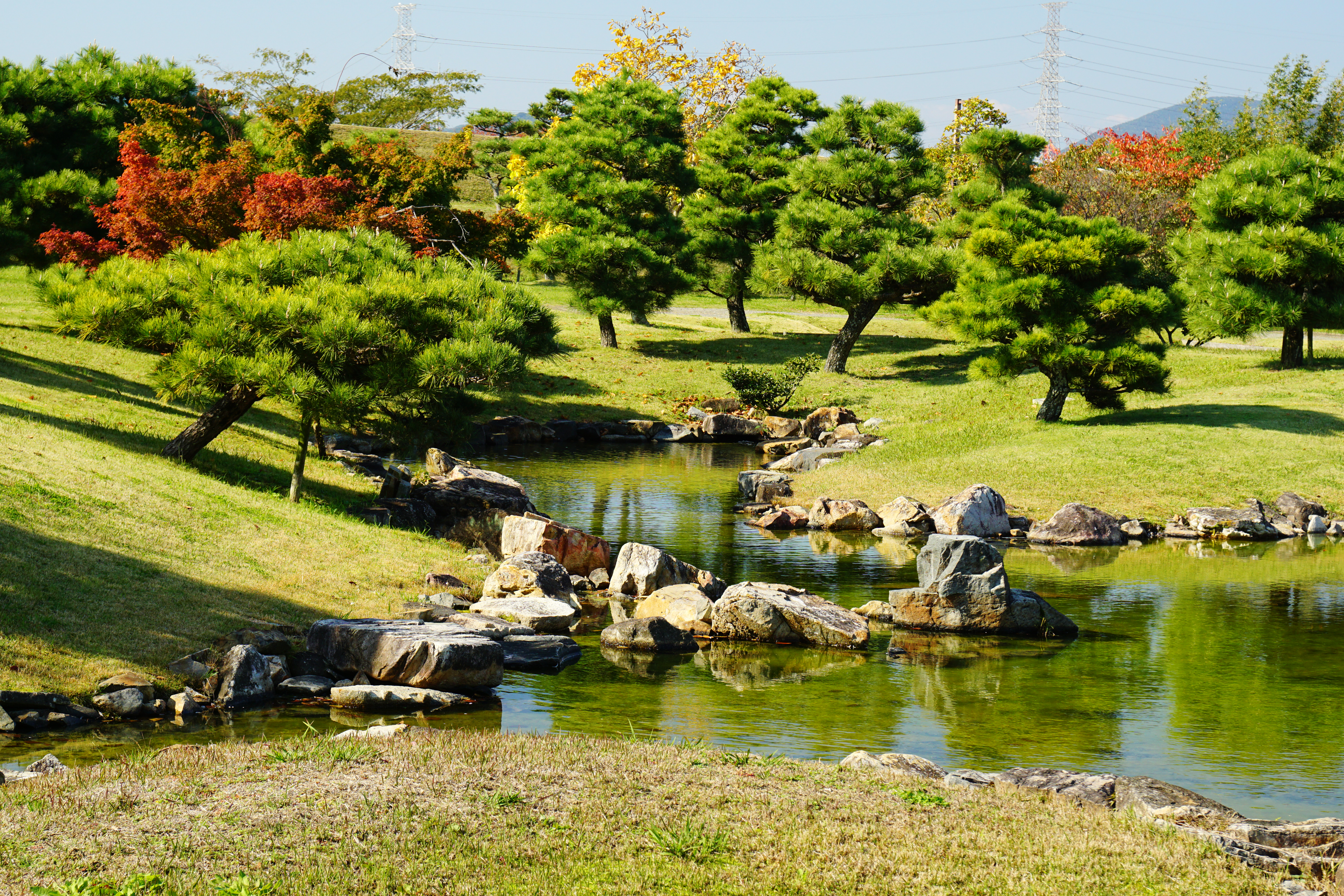
赤穗城本丸庭園

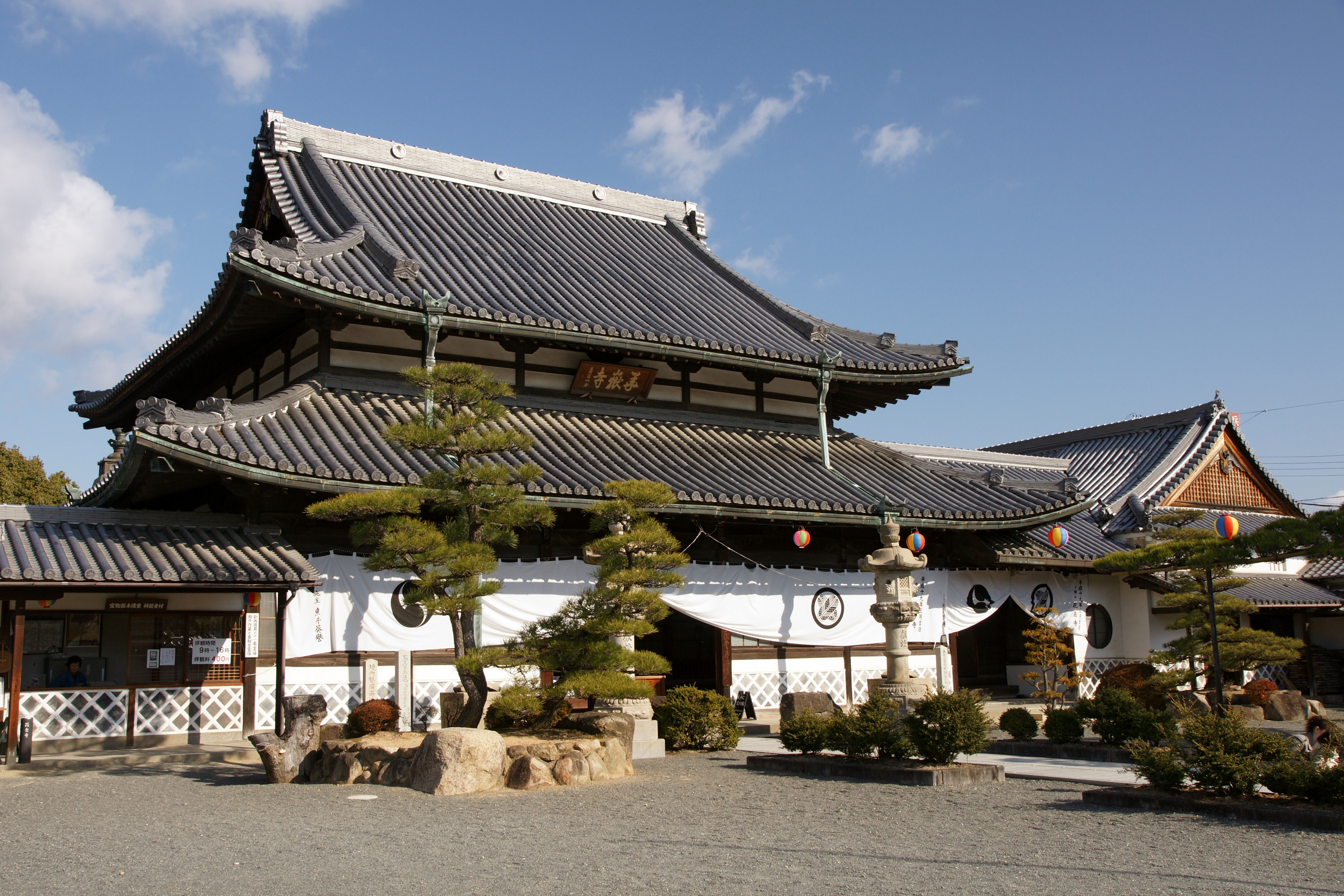
花岳寺

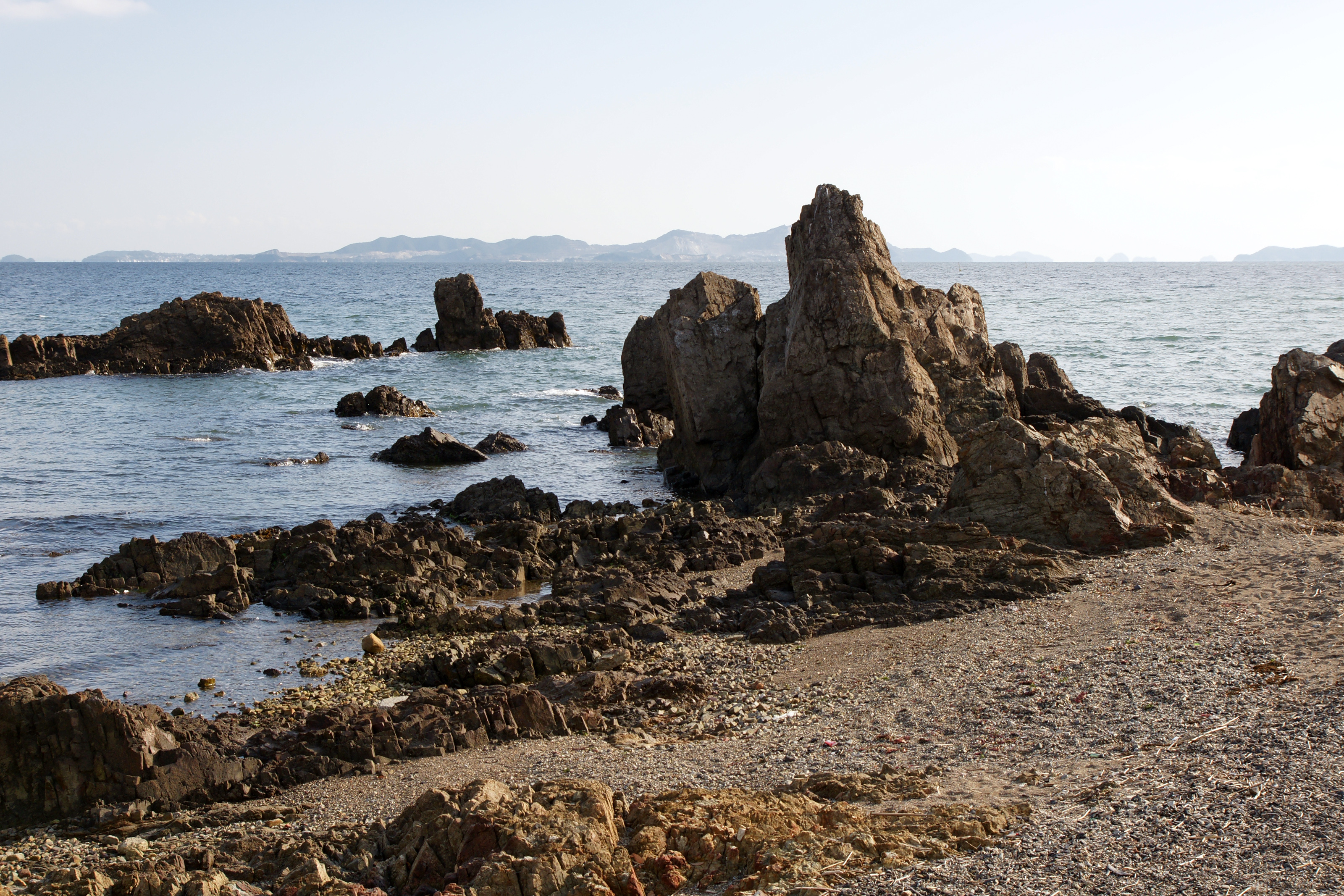
御崎

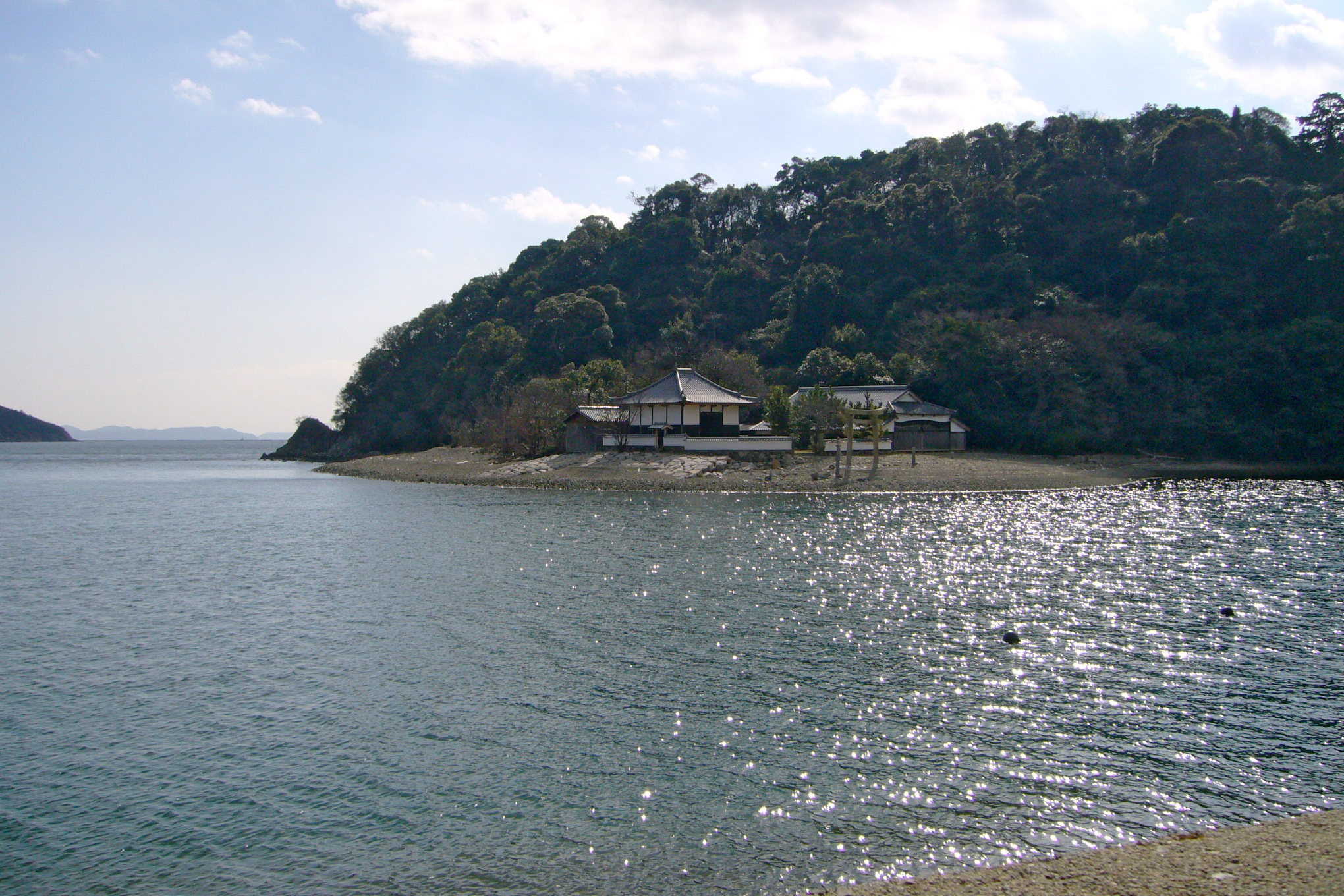
生島

- 赤穗城遺跡
- 赤穗大石神社（日语：赤穂大石神社）
- 花岳寺（日语：花岳寺）
- 赤穗市立歴史博物館（日语：赤穂市立歴史博物館）
- 赤穗市立民俗資料館（日语：赤穂市立民俗資料館）
- 蓼之花美術館（日语：たでのはな美術館）：私人蒐集的版畫美術館
- 赤穗御崎（日语：赤穂御崎）：國家名勝
- 赤穗御崎溫泉（日语：赤穂御崎温泉）
- 兵庫縣立赤穗海濱公園（日语：兵庫県立赤穂海浜公園）
- 赤穗市立海洋科學館（日语：赤穂市立海洋科学館）
- 赤穗市立田淵紀念館（日语：赤穂市立田淵記念館）
- 田淵氏庭園（日语：田淵氏庭園）：國家名勝
- 生島（日语：生島）樹林
- 茶臼山城（日语：茶臼山城 (播磨国)）遺跡

## 教育

### 大學
- 關西福祉大學（日语：関西福祉大学）

## 姊妹、友好城市

### 日本
- 笠間市（茨城縣）：於1980年締結為姊妹城市
- 山鹿市（熊本縣）：於2002年締結為姊妹城市

### 海外
- 洛金漢市（澳大利亚西澳大利亚州）：於1997年締結為姊妹城市

## 本地出身之名人
- 大石良雄（赤穂藩筆頭家老1500石。赤穗四十七士之領導者。）
- 服部武雄（新撰組、後御陵衛士）
- 松崎伊織（大日本帝國海軍中將）
- 是川銀藏（相場師）
- 辰巳柳太郎（俳優）
- 西山松之助（東京教育大學名誉教授、家元制度研究家）
- 土佐信道（明和電機代表取締役社長）
- 大西厚樹（設計師）
- 大鳥圭介（德川末期之陸軍奉行、後明治政府之駐清公使）
- 後藤仁（日本畫家）
- 武本康弘（動畫導演）

## 外部連結
- （日語） 赤穗市廣報的Facebook專頁
- （日語） 赤穗觀光協會 （页面存档备份，存于）
- （日語） 忠臣藏週 （页面存档备份，存于）